# Eublemma khalifa
Eublemma khalifa is een vlinder van de familie van de spinneruilen (Erebidae). De wetenschappelijke naam van deze soort is voor het eerst voorgesteld als Porphyrinia khalifa door Edward Parr Wiltshire in een publicatie uit 1961.
De soort komt voor in Iran, Saudi-Arabië, Bahrein, de Verenigde Arabische Emiraten en Oman.